# Ведмідь (серіал)
«Ведмідь» (англ. The Bear) — американський драматичний серіал, створений Крістофером Сторером. Прем'єра відбулася на Hulu 23 червня 2022 року, в головних ролях — Джеремі Аллен Вайт, Ебон Мосс-Бакрак, Айо Едебірі, Ліонель Бойс, Ліза Колон-Заяс та Еббі Елліотт. 14 липня 2022 року серіал було продовжено на другий сезон. Прем'єра другого сезону відбулася 22 червня 2023 року. 27 червня 2024 року вийшов 3 сезон. 4 сезон вийшов 25 червня 2025 року.

## Синопсис
Молодий шеф-кухар зі світу вишуканої кухні повертається додому в Чикаго, щоб керувати сімейним ресторанчиком італійських сендвічів з яловичиною. Все крутиться навколо смерті старшого брата та його бізнесу, відносин у родині та самої кухні. 

## У ролях

### Головні
- Джеремі Аллен Вайт — Кармен «Кермі» Берзатто
- Ебон Мосс-Бакрак — Річард «Річі» Джерімович
- Айо Едебірі — Сідні Адам
- Ліонель Бойс — Маркус
- Ліза Колон-Заяс — Тіна
- Еббі Елліотт — Наталі «Цукерочка» Берзатто

### Другорядні
- Едвін Лі Ґібсон — Ебрагейм
- Метті Метісон — Ніл Фак
- Жозе Сервантес — Анджел
- Олівер Платт — Цицерон
- Моллі Гордон — Клер (2 сезон)

### Запрошені зірки
- Емі Мортон — Ненсі Чор
- Моллі Рінгволд — модератор зустрічі Al-Anon
- Джон Бернтал — Майкл «Майкі» Берзатто
- Джоель МакГейл — шеф-кухар
- Джеймі Лі Кертіс — Донна Берзатто
- Ґілліан Джейкобс — Тіффані Джерімовік
- Вілл Поултер — Лука
- Боб Оденкерк — Дядько Лі
- Сара Полсон — Мішель Берзатто
- Джон Малейні — Стіві
- Олівія Колман — шеф-кухар Террі
- Девід Заяс — Девід
- Джош Гартнетт — Френк
- Джон Сіна — Семмі Фак
- Брі Ларсон — Франсі Фак

## Критика
Сайт-агрегатор рецензій Rotten Tomatoes показує 100 % рейтинг схвалення при середній оцінці 8,5/10 на основі 28 відгуків критиків. Metacritic зібрав серіалу 86 балів зі 100 на основі 19 відгуків критиків, що вказує на «загальне визнання».